# La Mulassa: periòdic satíric
La Mulassa: periòdic satíric va ser una revista satírica que sortí a Reus el 1932.
Els únics exemplars coneguts són a la Biblioteca Central Xavier Amorós de Reus i a la Biblioteca del Centre de Lectura de Reus. La Mulassa recollia totes les xafarderies dels joves reusencs que freqüentaven els llocs d'esbarjo i de ball de la ciutat, reflectint la seva vida quotidiana en un to humorístic. També mostrava la imatge que els seus redactors tenien dels polítics del moment, de forma molt satírica. El centre dels seus atacs eren els monàrquics i els sectors de dreta, crítiques que es feien des d'un vessant esquerrà i nacionalista. El número 2 (12-XI-1932) portava una "Interviu amb don Alecandru", entrevista fictícia amb A. Lerroux de caràcter satíric. Els dos números tenien seccions fixes: "Plana esportiva", "Espatecs", "Secció de grafologia", "Gegants i nanos", "La Tronada", "Plana poètica", "De la dona". La publicació comentava amb to satíric qüestions d'actualitat, com les eleccions, les promeses dels polítics o l'absència del català en molts àmbits socials.
Al número 1, en una mena de declaració de principis, deia: "La Mulassa? tots la coneixeu. És aquella que amb indiscreció es filtra dins l'Ajuntament. És aquella que reullant, reullant, va veient els fets de la nostra ciutat".
El títol està format per l'article La seguit d'un dibuix de la Mulassa reusenca. Els creadors del setmanari van ser Enric Portell i Mas i Pere Duran Vernet, sindicalista de la UGT. Els articles anaven signats amb pseudònims: "Galan", "Sonàmbul", "Miliu", "Thomàs", "Tanet"... S'imprimia a la Impremta Diana en format foli. Cada número tenia 8 pàgines a dues columnes. Només en sortiren dos números, el 5 i el 12 de novembre de 1932.